# Bruntál
Bruntál (tjekkisk udtale: [ˈbruntaːl]; tysk: Freudenthal) er en by i regionen Mähren-Schlesien i Tjekkiet med omkring 15.000 indbyggere. Den historiske bymidte er velbevaret og er beskyttet ved lov som et kulturmonument.

## Inddeling
Området i den tidligere landsby Karlovec er en administrativ del af Bruntál. Det udgør en eksklave af kommunens område.

## Etymology
Det oprindelige tyske navn Freudenthal betyder "glædens dal" og henviser til byens beliggenhed i en dal. Det tjekkiske navn blev senere skabt ved at transskribere det tyske navn.

## Geografi
Bruntál ligger omkring 45 km nord for Olomouc og 55 km nordvest for Ostrava, i den historiske region Tjekkiske Schlesien. Det ligger i Nízký Jeseník-området. Byen ligger i en dal omgivet af flere bakker. Det højeste punkt er bakken Uhlířský vrch på 672 m over havets overflade.
Černý Creek med dens bifloder, Bukový-, Kobylí- og Vodárenský-bækkene, løber gennem Bruntál. Kobylí-dammen ligger midt i byen. Bukový fiskedam med et overfladeareal på 5 ha ligger i den nordlige del af det kommunale område. Karlovec-eksklaven ligger ved bredden af Slezská Harta-reservoiret, omkring 5 km sydøst for bymidten.
Det mest bemærkelsesværdige geologiske sted i kommunens område er Uhlířský vrch. Uhlířský vrch er en stratovulkan (sammensat vulkan) dannet af både eksplosive og effusive udbrud, og er således sammensat af pyroklastiske bjergarter, hvoraf 40-80% består af lapiller, 10-50% består af vulkanske bomber og resten, vulkansk aske. Det er en af de yngste uddøde vulkaner i Tjekkiet.

## Historie

### 13.-15. århundrede
Den første skriftlige omtale af Bruntál er i Uničov-charteret udstedt af kong Ottokar 1. af Bøhmen i 1223. Ifølge charteret blev Bruntál sandsynligvis grundlagt af Vladislaus Henry omkring 1213 og tildelt Magdeburg-rettigheder. Som den første bosættelse i tjekkiske lande, der fik Magdeburg-rettigheder, var Bruntál en appeldomstol for alle byer med Magdeburg-rettigheder i det nordlige Mähren (inklusive Olomouc og Opava) indtil 1352. Årsagerne bag grundlæggelsen af byen omfattede sandsynligvis udnyttelse af malmforekomster i regionen, såvel som at forhindre kolonisering af biskopperne i Wrocław.
Bruntál blev grundlagt som en mineby, og udvinding af ædelmetaller og senere jernmalm i dens nærhed var hovedkilden til dens velstand indtil det 17. århundrede. Denne kendsgerning afspejledes også i våbenskjoldet, som allerede indeholder figuren af en minearbejder i sit ældste kendte billede på et dokument fra 1287. Ud over minedrift blev byens økonomiske vækst hjulpet af dens beliggenhed på en handelsrute og udviklingen af håndværk. 
Bruntál var ejet af forskellige grene af Přemyslid-dynastiet næsten uafbrudt indtil 1474. Det var ejet af markgreverne af Mähren i 1213–1318, af hertugerne af Opava i 1318–1377 og af hertugerne af Krnov i 1377–1474 bortset fra årene 1384–1390, hvor det var ejet af Vladislaus 2. af Opole.
I 1474, under den bøhmisk-ungarske krig (1468-1478), blev Bruntál besat af Matthias Corvinus ' væbnede styrker, som gav byen som et løfte til sin tilhænger, Jan af Vrbno. På trods af at han kun var indehaver af byen, begyndte Jan af Vrbno at udforme Vrbno og Bruntál fra 1476 og fremefter. 
Sønner af Jan af Vrbno og Bruntál (Bernard, Hynek og Mikuláš) formåede at sikre en allodial titel (ejerskab) til byen sammen med nabolandsbyer og miner fra hertugerne af Krnov i 1506 og etablerede Bruntál-godset. Lords of Vrbno og Bruntál fratog støt byen dens privilegier og tvang lokale indbyggere til hoveriarbejde og religiøs omvendelse til lutheranismen. Disse indgreb i byens privilegier og borgernes friheder resulterede i et mislykket oprør mod Jan den Ældre fra Vrbno og Bruntál i 1556.
Trods politisk tilbagegang blomstrede Bruntáls økonomi under herrene af Vrbno og Bruntál. Takket være de privilegier, der blev givet af Ferdinand 2., ærkehertug af Østrig i 1535 og 1558, og af Rudolf 2. i 1577, var byen vært for flere markeder hvert år, og nye laug dukkede op.
Den udvidede mineindustri, støttet af Lords of Vrbno, førte til grundlæggelsen af flere nabobyer, herunder Andělská Hora omkring 1550, og Vrbno pod Pradědem i 1611.  I løbet af det 16. århundrede ændrede byen karakter, da den blev genopbygget i renæssancestil og bedre befæstet ved at bygge nye bastioner.

### 17.-19. århundrede
I 1621 blev godset konfiskeret fra Jan 4. af Vrbno og Bruntál for hans deltagelse i det bøhmiske oprør og givet til Den Tyske Orden. Der blev i de følgende år gennemført en tvangskatolisering. Under 30-årskrigen blev byen gentagne gange plyndret og alvorligt beskadiget, og den blev også ramt af en brand i 1643 og af pestepidemier i 1633 og 1647. Bruntál kom sig økonomisk fra krigsskaderne under Johann Caspar von Ampringens styre, men mistede sin tidligere betydning og rigdom.
I løbet af det 18. århundrede ramte flere katastrofer byen, såsom pestepidemierne i 1714 og 1739 og de store brande i 1748 og 1764. Ikke desto mindre blev der bygget mange nye barokke bygninger i denne periode, og et nyt posthus blev etableret i 1748.
I løbet af 1800-tallet fandt industrialiseringen sted. I 1823–1826 blev byens befæstning revet ned, der blev bygget nye offentlige bygninger, og etableret mange tekstilfabrikker. Bruntál blev centrum for tekstilindustrien i det tjekkiske Schlesien. Jernbanen blev åbnet i 1872.

### 20. århundrede
Ifølge den østrigske folketælling i 1910 havde byen 8.066 indbyggere, hvoraf 7.939 (99,7%) var tysktalende. Jøder fik ikke lov til at erklære jiddisch som deres modersmål, så de fleste af dem bekendte sig til det tyske sprog. Den mest folkerige religiøse gruppe var romersk-katolikkerne med 7.725 (95,8 %), efterfulgt af protestanterne med 229 (2,8 %) og jøderne med 97 (1,2 %).
Efter 1. verdenskrig blev Bruntál en del af det nyetablerede Tjekkoslovakiet, hvilket førte til optøjer af det tyske flertal. Tjekkiske familier begyndte at komme til byen, og et stort mindretal blev gradvist dannet. Tysk nationalisme fik mange sympatisører blandt de tyske indbyggere i Bruntál, hvilket afspejlede sig i et forsøg på opstand i september 1938. Efter at have underskrevet München-aftalen den 29. september 1938, blev Bruntál besat af Nazityskland. Fra 1938 til 1945 var det en del af Reichsgau Sudetenland.
Under Anden Verdenskrig drev tyskerne et Gestapo-fængsel, og flere fangelejre, bl.a. en tvangsarbejdslejr for jøder, og en underlejr til koncentrationslejren Auschwitz for kvinder.
Byen blev befriet af den sovjetiske Røde Hær den 7. maj 1945 og blev derefter en del af Tjekkoslovakiet. Den tyske befolkning blev fordrevet i henhold til Potsdam-aftalen og genbosat af tjekkere. I 1950'erne sluttede tekstilindustrien og blev erstattet af nye industrivirksomheder.

## Økonomi
Den største arbejdsgiver med hovedkvarter i byen er den tjekkiske afdeling af Osram-koncernen, der producerer elektriske lys.